# レーヨン

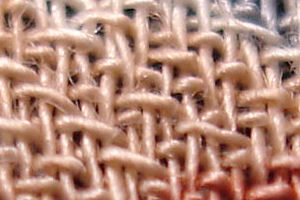
レーヨンの生地

レーヨン（英: rayon）とは、植物体の中に含まれる繊維素を取り出し、化学薬品で一度溶解した後に繊維状に再生した、化学繊維の一種である。絹に似せて作った再生繊維であり、日本では別名人造絹糸（じんぞうけんし）、略して人絹（じんけん）と呼ばれている。
レーヨンの名前の由来は「光線（英: ray）」と「綿（英: cotton）」 を組み合わせたフランス語で、「光るもの」という意味もある。また、特にビスコース・レーヨンの人造短繊維はステープル・ファイバーからスフとも呼ばれる。
パルプやコットンリンターなどのセルロースを、水酸化ナトリウムなどのアルカリと二硫化炭素に溶かしてビスコースにし、酸の中で紡糸して（湿式紡糸）製造する。
ポリエステルなど、石油を原料とした合成繊維と違い、加工処理したあと土に埋めると、基本的に微生物により水と二酸化炭素に生分解される。また、焼却した場合は基本的に水とメタンに分解される。そのため、レーヨン自体は「環境に負荷をかけない繊維」とされるが、製造時の二硫化炭素の毒性や、繊維としての強度の低さなどが問題となっていたことと、日本においては原料パルプを針葉樹に求めていたため、製造は中止された。
その一方で、レンチングリヨセル社（ドイツ語版、英語版）がN-メチルモルホリン-N-オキシドを溶媒としたリヨセルを開発し、高級品として使用が広がっている。日本固有のセルロース繊維としてはキュプラがあり、コットンリンターを原料としたパルプを銅アンモニア溶液に溶かし、細孔から水中に押し出した再生繊維である。これは銅アンモニアレーヨンの一種である。絹に似た光沢・手触りが特徴。洋服の裏地などに用いられる。

## 初期のレーヨン

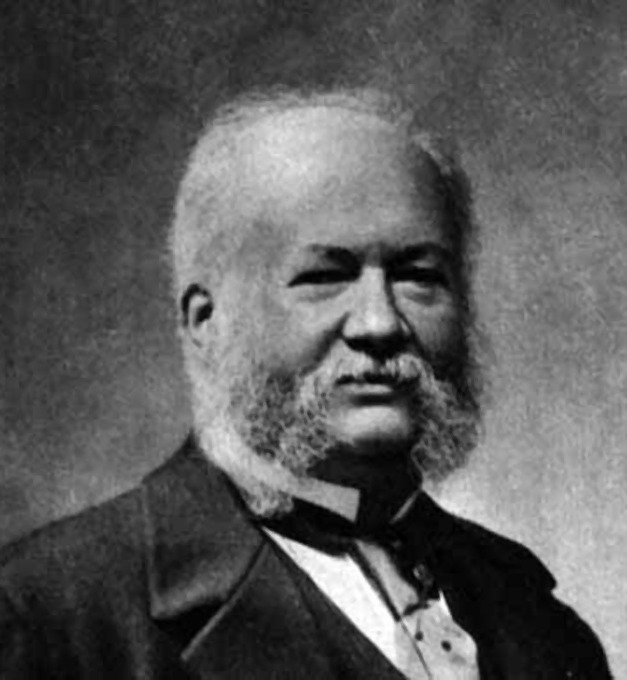
イレール・ド・シャルドネ

ニトロセルロースを、揮発性の有機溶媒に溶かしたものをピロキシリンと呼ぶ。ピロキシリンは、その呼び名がギリシア語の pyr（火）とxylon（木）に由来したように燃えやすい化合物であった。ピロキシリンを小さい孔から噴出させると溶媒は瞬時に蒸発し、ピロキシリンの細い光沢ある繊維が得られた。これは最初の化学繊維で、1855年にフランスのイレール・ド・シャルドネにより「レーヨン」として特許が取得されているが、きわめて燃えやすく危険で、レーヨンのドレスを着た人間が火だるまになるという事故が続出し、第一次世界大戦前までには生産は中止された。その後燃えにくい繊維が開発され実用化されたので、ピロキシリンは原料として使用されなくなった。現在のレーヨンはセルロースそのものを再配列したもので再生繊維と呼ばれる。
なお、ピロキシリンは化学繊維から医薬部外品に活躍の場を移し、数種の添加物を加えた上で液体絆創膏・水絆創膏として現在も販売されている。

## 日本におけるレーヨン
日本においては、明治時代末期において東京の糸商西田嘉兵衛の西田商店と京都の糸商藤井彦四郎の藤井彦四郎商店がフランスのシャルドネ社（フランス語版、英語版）やドイツ国のヴェレイニグテ・グランツストフ=ファブリケン社（ドイツ語版、英語版）からの輸入契約を結んだことに始まる。1905年（明治38年）に神戸税関で人工絹糸が通関されたのが税関統計に記録されている。ただし、この時の商品がレーヨン（人工絹糸）ではなく中間生成物であるビスコースだとする文献、京都の横田商会が1回のみの輸入した際の記録とする文献などもあり、日本におけるレーヨンの輸入第1号であるかの確証はない。いずれにせよ、西田と藤井の両者が日本国内におけるレーヨンの需要拡大、普及に大きく寄与した。
なお、レーヨン=アーティフィシャル・シルク（人工絹糸）に対し、「人造絹糸」の訳語を命名したのは藤井彦四郎であると1926年（大正15年）3月18日の中外商業新報で「人造絹糸という名称の起源に就て」として紹介されている。
日本で最初のレーヨン製造国産化の試みは、鈴木商店が大株主となった日本セルロイド人造絹糸株式会社であり、これには三菱財閥、岩井産業も出資をしていたが、ドイツのJ・P・ベンベルグ社の技術導入交渉中に鈴木商店が大損失を被ったために、レーヨン製造計画は中止となっている。この当時、ヨーロッパはニトロセルロースからのレーヨン糸や銅アンモニアレーヨンから、ビスコースによる製法へと転換をしており、ビスコースによる製造メーカーは国際カルテルを組織し、特許権などの共同管理をおこなっていたため、日本への技術導入の見込はなくなっていた。
1915年（大正4年）には中島朝次郎が日本で初めて銅アンモニアレーヨンの製造実験に成功し、三重県松阪に中島人造絹絲製造所を設立し、製造を開始する。中島は同年11月の大正天皇即位大典に製品を献納することもしたが資本的に恵まれなかったため生産も小規模で大成しなかった。
一方、鈴木商店は1914年（大正3年）にビスコース法によって実験的製造に成功した久村清太に着目、資金バックアップを行い、1915年（大正4年）には東レザー（1917年、東工業と改称）分工場 米沢人造絹糸製造所が設立され、日本初のビスコース法レーヨン糸の試験生産を開始した。この工場は1918年（大正7年）に独立し帝国人造絹絲株式会社（帝人の前身）となる。
1914年（大正3年）にはヨーロッパで第一次世界大戦が勃発しており、日本もレーヨン糸の輸入に支障が起き、価格が騰貴。レーヨン工業は収益率の高さを求められる環境が生まれた。このため、1916年（大正5年）から1921年（大正10年）にかけて前述の帝人をはじめ8社ほどレーヨン製造会社が続々と設立される。しかし、第一次世界大戦が終息すると戦争景気からの反動でレーヨン糸の価格は暴落する。この暴落に伴う日本のレーヨン製造業再編成を生き延びたのは旭絹織（後の旭化成）、三重人造絹絲、東京人造絹絲の3社であった。
第二次世界大戦時また戦後においては、他の繊維と同様に価格統制を受けていたが、1950年（昭和25年）4月27日に統制が撤廃された。

## 特徴

### 長所
- 肌触りがなめらかである。
- 吸湿、放湿性がよい。
- 光沢があり見た目が美しい。
- 色素に染まりやすい。
- 熱に強い。
- 静電気を起こしにくい。
- 焼却した場合でも有害物質の発生がほとんどない。

### 欠点
- 着用時に擦れると白色化しやすい。
- 濡れると、強度が濡れる前の状態から3割程度に低下する。
- 水ジミができやすい。
- 洗濯で縮みやすい。